# Gare de Schopfheim
La gare de Schopfheim est une gare ferroviaire allemande située à Schopfheim, dans le Bade-Wurtemberg.

## Situation ferroviaire
La gare est située au point kilométrique (PK) 19,92 de la Wiesentalbahn (ligne entre Bâle et Zell im Wiesenthal).